# Književna metodologija
Književna metodologija proučava metode kojima se istražuju, raščlanjuju, tumače i vrednuju književne pojave.
Metodologija proučavanja književnosti je disciplina koja ispituje osnovne oblike znanstvenoga istraživanja književnosti i sistematskog izlaganja o književnosti.
Metodologija znanosti o književnosti neodvojivi je dio teorije književnosti.